# Johan August van Anhalt-Zerbst
Johan August van Anhalt-Zerbst (Zerbst, 29 juli 1677 - aldaar, 7 november 1742) was van 1718 tot aan zijn dood vorst van Anhalt-Zerbst. Hij behoorde tot het huis Ascaniërs.

## Levensloop
Johan August was de oudste zoon van vorst Karel Willem van Anhalt-Zerbst en Sophia van Saksen-Weißenfels, dochter van hertog August van Saksen-Weißenfels. 
Hij kreeg een omvattende opleiding, waarna hij een grand tour maakte doorheen de Republiek der Zeven Verenigde Nederlanden, Frankrijk en Engeland. Vanaf 1699 werd Johan August door zijn vader betrokken bij de regering van Anhalt-Zerbst. In 1704 bouwde hij in Badetz het lustslot Friederikenberg.
In 1718 volgde hij zijn vader op als vorst van Anhalt-Zerbst. Johan August gold als een liefdadige en omzichtige heerser. Onder zijn regering kende Anhalt-Zerbst een vredevolle periode, wat tot de economische ontwikkeling van het vorstendom leidde en dan vooral van de stad Zerbst. 
Op 25 mei 1702 huwde Johan August met zijn eerste echtgenote Frederica (1675-1709), dochter van hertog Frederik I van Saksen-Gotha-Altenburg. Na haar overlijden huwde hij op 8 oktober 1715 met Hedwig Frederica (1691-1752), dochter van hertog Frederik Ferdinand van Württemberg-Weiltingen. Beide huwelijken bleven kinderloos.
In november 1742 stierf Johan August op 65-jarige leeftijd. Omdat hij geen nakomelingen had, werd hij als vorst van Anhalt-Zerbst opgevolgd door zijn neven Johan Lodewijk II en Christiaan August uit de linie Anhalt-Zerbst-Dornburg.